# Арс, Алисса
Алисса Мария Арс (англ. Alyssa Maria Arcè; род. 27 февраля 1992 года, Норт-Мертл-Бич) — американская фотомодель. Playmate июля 2013 года журнала Playboy. Ринг-гёрл промоушена Glory с 2014 года.

## Биография и карьера
Родилась 27 февраля 1992 года в городе Норт-Мертл-Бич, штат Южная Каролина. Всё детство Алиссы прошло в Южной Каролине, в 2010 году она окончила старшую школу Норт-Мертл-Бич и переехала в Майами, чтобы сделать карьеру в модельном бизнесе. Арс сотрудничала с модельными агентствами Wilhelmina Models и Ford Models.
В 2013 году Арс снялась для журнала Playboy, став Playmate июля. В октябре 2013 года фотографии Алиссы, сделанные известным фотографом Терри Ричардсоном, появились во французском журнале Lui. Также снималась для журналов FHM, Sports Illustrated и ряда других.
С 2014 года является ринг-гёрл промоушена Glory.
Летом 2014 года Арс встречалась с певцом Джастином Бибером, папарацци запечатлели их обнимающимися на яхте Бибера.
Ведёт аккаунт в Instagram, на который подписаны более 550 тысяч человек.